# Kap Mawson
Kap Mawson ist ein niedriges und vereistes Kap, welches den südöstlichen Ausläufer der Charcot-Insel westlich der Alexander-I.-Insel und der Antarktischen Halbinsel bildet.
Der australische Polarforscher Hubert Wilkins entdeckte und kartierte es grob bei seinem Antarktisflug am 29. Dezember 1929. Wilkins benannte es nach dem australischen Polarforscher Douglas Mawson (1882–1958). Luftaufnahmen der US-amerikanischen Operation Highjump (1946–1947) aus dem Jahr 1947 dienten 1960 dem britischen Geographen Derek Searle vom Falkland Islands Dependencies Survey für eine neuerliche Kartierung.